# Alive festival
Alive Festival är en musikfestival som sedan 2022 arrangeras i Borlänge, Sverige av Dala Live AB.

## Historik
Året då festivalen Peace & Love gick i konkurs markerade också början på en ny era för festivalentusiaster när Patrik Ekman meddelade att en helt ny festival var på väg till Borlänge. Den nya festivalen representerade inte bara en revival av festivalanda i Borlänge utan också en möjlighet att skapa något nyskapande och varaktigt. Festivalen var planerad att äga rum för första gången 8-10 juli 2021 men på grund av Covid-19-pandemin fick man istället skjuta upp premiären till 2022.
7-9 Juli 2022 genomfördes den första festivalen efter att restriktionerna hade upphävts. Under dessa tre dagar samlade festivalen imponerande 17 000 besökare och erbjöd en eklektisk lineup med framstående artister. Bland de scenframträdanden som lockade publiken fanns Veronica Maggio, Hoffmaestro, Newkid, Hov1, Myra Granberg, Anis Don Demina och Johnossi.
Den andra Alive Festivalen ägde rum den 6-7 juli 2023 och samlade en imponerande publik på 27 000 besökare. Festivalen erbjöd en rik musikalisk upplevelse med framträdanden av artister som Miss Li, Miriam Bryant, Thomas Stenström, Johnossi och Hooja.
Den tredje upplagan av Alive Festival, som hölls den 4-6 juli 2024, blev återigen en stor succé. Med ett imponerande line-up som inkluderade populära artister som Mando Diao, Otto Knows, Carola och Bolaget lockade festivalen närmare 40 000 besökare under de tre dagarna. Detta satte nytt publikrekord för festivalen. För att möta den ökande efterfrågan introducerades flera nyheter för 2024. Bland annat erbjöds för första gången campingplatser för besökare med husvagn eller husbil. Dessutom tillkom en fjärde scen, vilket bidrog till en ännu mer varierad musikutbud och en ännu mer levande festivalatmosfär.

## Artister

### 2022
Den första upplagan av Alive Festival hölls den 7, 8 och 9 juli 2022.
| - Veronica Maggio - Nationalteaterns Rockorkester - Hov1 - Newkid - Myra Granberg - Pain - Greenleaf - Nestor - Anis Don Demina - Mimikry - Thundermother - Anekdoten | - Vulkan - Port Noir - Stonewall Noise Orchestra - Sperling - Evelyne - Huggorm - Gaupa - Alva - Bjoern - Broder Henrik Rapp - Hoffmaestro - Johnossi | - De vet du - LBSB - Raketklubben - In Mourning - Peter Åberg - Namelle - Andy & The Rockets - Honey - Valentina Orioli & Nelly Malou - Elin Rehn - The Radiovisions |

### 2023
Den andra upplagan av Alive Festival hölls den 6, 7 och 8 juli 2023.
| - Miss Li - Hooja - Miriam Bryant - Thomas Stenström - Johnossi - Moonica Mac - Molly Hammar - Medina - Sator - Smash Into Pieces - 2 blyga läppar - Elov & Beny | - Eclipse - Dozer - Lucianoz - Steve 'n' Seagulls - Olivia Lobato - Henrik Edström - Ström - Xion - Perzzona - Sperling - Jay Smith - Skraeckoedlan | - Rave the Reqviem - Headhunter - Besvärjelsen - Pop-&Rockkören - Alma Augusta - Jetqueen - Swaya - Ooooklart |

### 2024
Den tredje upplagan av Alive Festival hölls den 4, 5 och 6 juli 2024.
| - Mando Diao - Otto Knows - Carola - Bolaget - The Soundtrack of Our Lives - Petter - Peg Parnevik - Medina - Adaam - Stiftelsen - Anis Don Demina - Dom Första | - Amanda Bergman - Mimikry - Marit Bergman - Ballinciaga - Tungsten - The Gems - Yaeger - Sofie Svensson & Dom Där - Lastkaj 14 - Horndal - Isaac and The Soul Company - The Mercury Riots | - Perzzona - Rifforia - Diane Emerita - Children of the Sün - Tryin’ Within - Not Safe For Work - Xion - SunYears - SoLonely - Killing Your Highness - Wilma Prins - Ärkepucko | - Broder Henrik Rapp - Hästspark - AllaVet - Letter Before A - Nightshine |

### 2025
Den fjärde upplagan av Alive Festival planeras att hållas 3, 4 och 5 juli 2025.
| - In Flames - Europe - Albin Lee Meldau - Yasin - Soppgirobygget - Hoffmaestro - Maja Ivarsson - Nause - Newkid - Estraden - Nestor - Myra Granberg | - Noice - The Baboon Show - Kaliffa - Blues Pills - Søte og Rare Gutter - Maria Jane Smith - Korslagda Kukar - Lia Larsson - Clas Yngström & Tuna Brass Big Band - Spidergawd - Blood Command - Jesper Lindell and the Brunnsvik Sounds | - Nadja Evelina - Northlake Shivers - Tigergutt101 - Svenne Rubins - Danzbanderz - DJ Özzi - Avantgardet - Herman Silow - Otis Kerp - the Fundias and the Medium Mindblowers - Algie Echoes - Stella Adee | - Retribution - Occrasy - Inah - Headhunter - Oliver Randolf - Anamea - Ceci Noir |